# Hôtel Beau-Rivage
L'Hôtel Beau-Rivage è un hotel di lusso in Svizzera, situato sul porto di Ginevra.

## Luogo
L'hotel si trova a Ginevra, sulla riva destra del Lago di Ginevra, con vista sul Monte Bianco.

## Storia
L'hotel Beau-Rivage è stato fondato nel 1865 da Jean-Jacques Mayer, tedesco di Stoccarda da una famiglia attiva nel settore alberghiero dal XVII secolo. Lo stabilimento fu costruito in tre fasi, nel 1862-1865, 1868 e 1872 dagli architetti Antoine Krafft (1831-1910)    e Jean Franel. Modernizzazioni successive sono state intraprese sotto la direzione di Alfred Olivet nel 1902 e negli anni '20 portarono alla rimozione delle statue che adornano le pareti del giardino e alla scomparsa dei dipinti pompeiani nella sala dei colonnati. 
L'hotel è frequentato da varie personalità di spicco, tra cui il duca Carlo II di Brunswick che morì nel 1873, Richard Wagner o l'imperatrice Elisabetta di Wittelsbach (Sissi) che ci soggiornava quando fu assassinata nel 1898, sulle piattaforme di fronte all'hotel; un piccolo museo ricorda la sua memoria. 
Dopo alcuni anni di chiusura durante la seconda guerra mondiale (tra il 1940 e il 1944), la gestione dello stabilimento fu rilevata nel 1978 da Jacques Mayer, quarta generazione della famiglia fondatrice . L'hotel è stato restaurato nel 2005 e nel 2011. 
Il 11 ottobre 1987, Uwe Barschel, politico tedesco, viene trovato morto in una stanza. 
Nel 1990 è stata organizzata una mostra per celebrare il 125esimo anniversario dell'hotel. Lo stabilimento si rivolse quindi allo sviluppo di prestigiose aste, dal 1987, dove organizzò con Sotheby's la vendita di gioielli della Duchessa di Windsor, Wallis Simpson, che porta 50 milioni di dollari. Nel 2009 l'hotel fa parte della catena "The Leading Hotels of the World ". Il Beau-Rivage è stato il primo hotel di Ginevra ad offrire ai suoi clienti l'uso di un ascensore nella primavera del 1873. Posizionato su un pistone di 17 metri, ne faceva 15, azionato dalla forza idraulica secondo il sistema Édoux .